# Прокудина, Татьяна Фёдоровна
Татьяна Фёдоровна Прокудина (12 января 1907 — 11 декабря 1999) — передовик советского сельского хозяйства, бригадир подсобного хозяйства «Горки-II» Звенигородского района Московской области, Герой Социалистического Труда (1953).

## Биография
Родилась 12 января 1907 года в Тульской губернии в русской крестьянской семье. После завершения обучения в сельской школе, трудоустроилась в сельское хозяйство. Во время Великой Отечественной войны после возвращения общественного стада из эвакуации, которое находилось на территории Саратовской области, в 1943 году поступила на работу в подмосковный совхоз «Горки-II» Московской области. Очень быстро освоила профессию доярки, без отрыва от производства посещала курсы животноводов.
В 1948 году была введена двухсменная организация труда. Татьяна Фёдоровна возглавила бригаду из трёх групп, в каждой из которых работали по две доярки. Также в бригаде трудились телятницы и скотники. В 1952 году передовые доярки достигли высоких производственных результатов, бригада Прокудиной сумела получить от каждой из 33 закреплённых коров по 6541 килограмму молока с содержанием 230 килограммов молочного жира от каждой коровы в среднем за год.
За достижение высоких показателей в животноводстве в 1952 году, Указом Президиума Верховного Совета СССР от 19 декабря 1953 года Татьяне Фёдоровне Прокудиной было присвоено звание Героя Социалистического Труда с вручением ордена Ленина и золотой медали «Серп и Молот».
В дальнейшем продолжала трудовую деятельность, её бригада постоянно показывала высокие показатели по надою молока. С 1968 года являлась персональным пенсионером всесоюзного значения.
Проживала в посёлке Горки-II Одинцовского района Московской области. Умерла 11 декабря 1999 года.

## Награды
За трудовые успехи удостоена:
- золотая звезда «Серп и Молот» (19.12.1953),
- орден Ленина (19.12.1953),
- другие медали.